# Chủ nghĩa tự học

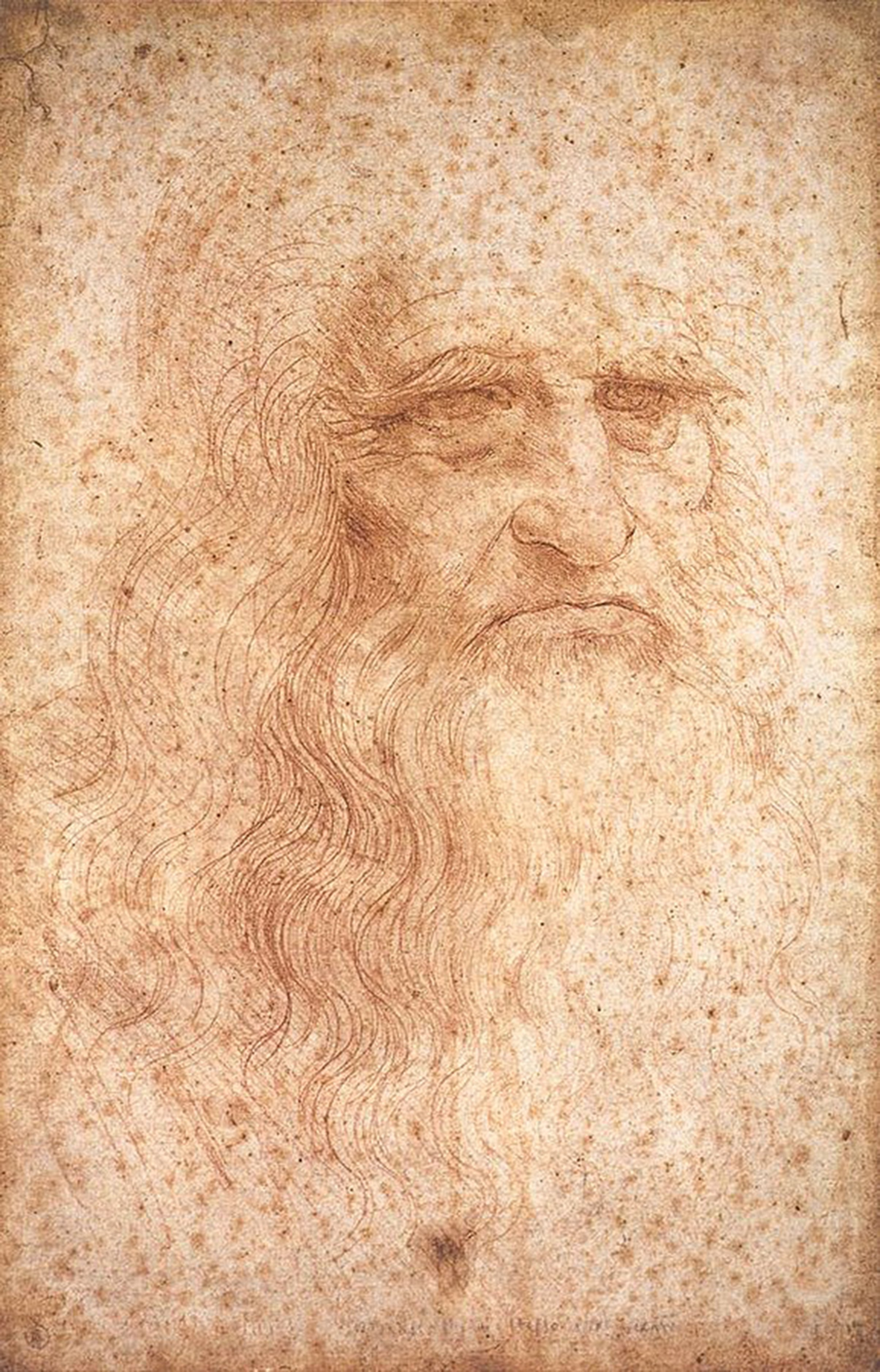
Học giả thời đại Phục Hưng Leonardo da Vinci là một trong những người tự học nổi tiếng nhất trong lịch sử

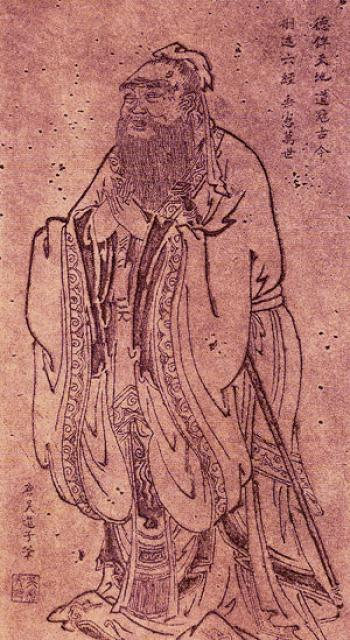
Khổng Phu Tử, triết gia, quê ở nước chư hầu Lỗ thời Đông Chu của Trung Quốc là một người tự học nổi tiếng Đông Á.

Chủ nghĩa tự học, autodidacticism (hay autodidactism), tiếng Anh là self-education (hay self-learning và self-teaching) là việc học về một chủ đề hay nhiều chủ đề mà người học có ít hoặc không có sự dạy dỗ chính thống nào. Nhiều đóng góp quan trọng được thực hiện bởi những người tự học (autodidacts).

## Từ nguyên
Thuật ngữ có nguồn gốc chính từ tiếng Hy Lạp cổ đại "αὐτός" (autós, or "self") và διδακτικός (didaktikos, nghĩa là "dạy"). Thuật ngữ liên quan "didacticism" được hiểu là một triết lý nghệ thuật của giáo dục (an artistic philosophy of education).

## Sự giáo dục hiện đại
Sự tự học đôi khi được cho là sự hỗ trợ cho giáo dục hiện đại. Như một sự bổ túc giáo dục hiện đại, Sinh viên sẽ được khuyến khích làm việc độc lập nhiều hơn. Khi Leonardo da Vinci là một người tự học, thì Cuộc Cách mạng Công nghiệp(Industrial Revolution) tạo ra một điều kiện mới cho những người tự học(self-directed learners) 
Trước thế kỉ 20, chỉ một số ít người được hưởng sự giáo dục. Joseph Whitworth đã tuyên bố trong bài phát biểu lớn của mình từ năm 1853, Tỉ lệ người có học thức thì cao hơn ở Mỹ.Tuy nhiên, thậm chí tại Mỹ, hầu hết trẻ em không hoàn tất chương trình trung học tại thời điểm đó. Giáo dục trung học là cần thiết đẻ trở thành một giáo viên. Ngày nay, Một tỷ lệ lớn hơn người hoàn tất chương trình trung học và tham dự trường Cao đẳng, thường để theo học chuyên một ngành nào đó, như là Luật hay Y học, hay Thần học.
Tuy nhiên, đối với một số nghề hay một số kiến thức cá nhân, ngày nay, Giáo dục chính thống là không cần thiết vì sự truy cập dễ dàng đến thông tin trên Internet. Trái với quá khứ, một trong những lợi ích chính của việc đến trường là để sử dụng Thư viện hiện đại của trường Đại học, thì ngày nay việc kết nối đến dữ liệu và những cuốn sách thực hiện thông qua mạng internet. Nhà phân tích kinh tế và hoạch định kế hoạch Peter Schiff, một lần, nói rằng "Trước đây trong lịch sử việc tự giáo dục không bao giờ là quá dễ dàng

Giảng dạy ở bậc Đại học dựa trên sự giáo dục cổ(Tiếng Latin, Triết học, Lịch sử cổ đại, Thần học) cho đến đầu thế kỉ 19. Có rất ít trường hợp các trung tâm giáo dục chất lượng cao yêu cầu nghiên cứu về kỉ thuật hay khoa học trước năm 1800. Những Học viện như Royal Society tích cực đẩy mạnh việc nghiên cứu khoa học, bao gồm cả những bài giảng công cộng. Tại Anh, Cũng có những giảng viên lưu động cung cấp những dịch vụ của họ và có tính phí..
Trước thế kỉ 19, Có những nhà phát minh lớn làm việc như những công nhân cối xay và thợ máy với sự giáo dục cơ bản và biết tay nghề. Thợ cơ khí, Thợ thủ công, người kiểm định có sự giáo dục về nhiều loại toán học. James Watt là một nhà kiểm định, thợ thủ công và được cho là một người "tự học vĩ đại". Watt, như những người tự học cùng thời, trở thành thành viên danh giá của tổ chức Royal Society và Lunar Society. Trong thế kỉ 18, những nhà hoạt động xã hội này thường gửi những bài diễn văn công cộng và hỗ trợ việc dạy Hóa học, các môn khoa học khác có thể ứng dụng trong công nghiệp, những môn này thường bị các trường Đại học bỏ qua. Các viện Hàn Lâm cũng bắt đầu phát triển việc cung cấp các khóa huấn luyện Khoa học và kĩ thuật.
Những năm học tại trường học ở Mỹ bắt đầu tăng đáng kinh ngạc vào đầu thế kỉ 20. Hiện tượng này dường như liên quan đến việc tăng cường máy móc để thay thế lao động trẻ em. Những cỗ máy sản xuất tự động chai thủy tinh được cho rằng đã đóng góp nhiều hơn cho sự giáo dục so với Luật lao động trẻ em. Vì những cậu bé không còn cần tới sự giúp đỡ nữa. Tuy nhiên, số lượng cậu bé được các công ty thuê không nhiều. Sự cơ giới hóa trong một số bộ phận công nghiệp đã thay thế lao động trẻ em có giáo dục. Đối với những người đàn ông sinh từ năm 1886-90 có số năm đến trường trung bình là 7.86, trong khi đó, Những người đàn ông sinh từ năm 1926-30 có số năm học trung bình là 11.46..
Một trong xu hướng giáo dục gần đây là Môi trường lớp học nên cung cấp cho nhu cầu, mục đích, sở thích của từng cá nhân. Mô hình này sử dụng phương pháp học tập dựa trên việc đặt câu hỏi. Ở đây, sinh viên được giới thiệu với mô hình để xác định hướng nghiên cứu của họ, câu hỏi và kiến thức liên quan đến chuyên ngành. Như một hình thức của sự học khám phá(discovery learning). Sinh viên trên giảng đường ngày nay đang được cung cấp nhiều cơ hội để "trải nghiệm và tương tác" với kiến thức, những điều cơ bản của sự tự học(autodidacticism).
Sự thành công của việc tự học yêu cầu ý thức tự kỉ luật và khả năng suy nghĩ sâu(reflective capability). Một vài nghiên cứu đề cập rằng Khả năng tự kỉ luật trong việc học phải dược chỉ dạy cho những sinh viên, vì nó không phải một xu hướng tự nhiên của loài người. Để tương tác với môi trường, một khuôn mẫu đã được xây dựng để quyết định những thành phần của bất kì hệ thống học tập này: Chức năng phần thưởng(a reward function), chức năng giá trị hành động gia tăng(incremental action value), những phương pháp chọn lọc hành động. Những phần thưởng có giá trị kích thích việc học tập khi mà họ được chọn một cách chính xác cho những sinh viên xứng đáng. Những thông tin mới được thêm vào thông tin cũ để nâng cao kiến thức theo cách là kiểm định giá trị của thông tin mới. Cuối cùng, phương pháp học tập theo mục đích này(scaffolding techniques), như được mô tả bởi Vygotsky (1978) và những phương pháp giải quyết vấn đề là kết quả của việc đưa ra những quyết định mềm dẻo(dynamic decision)
Những xã hội thế tục và hiện đại tạo ra nguồn gốc cơ bản cho hệ thống giáo dục mới. Trong khi số lượng trường học và sinh viên tang từ thế kỉ này sang thế kỉ khác, thì số người tự học cũng tăng theo. Cuộc cách mạng công nghiệp tạo ra những công cụ giáo dục mới được sử dung trong trường học, trường Đại học và những nhóm người tự học để tạo ra một kỉ nguyên hậu hiện đại nơi mà xuất hiện World Wide Web và những ngân hàng dữ liệu bách khoa như Wikipedia. Khi mà những khái niệm này trở nên phổ biến và rộng rãi hơn, những trang web như Udacity và Khan Academy được phát triển như nhũng trung tâm học tập cho nhiều người để cùng nhau học một cách năng động và tự do.

## Trong lịch sử, triết học, văn học, và truyền thông
Những tuyên ngôn mang tính triết học ủng hộ sự tự học đối với việc nghiên cứu Tự nhiên và Chúa trời là cuốn tiểu thuyết triết học "Hayy ibn Yaqdhan" tên tiếng Anh là Alive Son of the Vigilant, người anh hùng tưởng tượng trong tiểu thuyết được cho là một ví dụ hoàn hảo cho con người tự học. một tiểu luận triết học dưới hình thức một bài văn được nhà triết học Ibn Tufail viết vào năm 1160, tại thành phố Marrakesh. Đó là một câu chuyện về một cậu bé hoang dã, một thần đồng tự học thông hiểu về tự nhiên bằng Lý trí và tuân phục Chúa trời, khám phá ra những quy luật tự nhiên bằng sự đi và trải nghiệm thực tế và đạt được Đức hạnh tuyệt đối(summum bonum) bằng sự thiền định và giao tiếp huyền bí với Chúa trời. Người anh hùng chuyển đổi từ một bộ óc trống rỗng(tabula rasa) sang những trải nghiệm trực tiếp và huyền bí với Chúa trời sau khi trải qua những trải nghiệm tự nhiên cần thiết. Điểm chính của câu chuyện là Lý trí của con người, không cần sự hỗ trợ của xã hội và các Luật lệ của nó hay tôn giáo, có thể tiếp thu kiến thức khoa học, chuẩn bị một con đường để tiếp cận với những tầng huyền bí và siêu việt của tri thức con người. Thường được dịch sang tiếng Anh là "The Self-Taught Philosopher"("Nhà triết học tự học") hay "The Improvement of Human Reason"("Sự tiến bộ của Lý trí con người"), câu chuyện về Ibn-Tufayl của Hayy Ibn-Yaqzan khuyến khích quan điểm về chủ nghĩa Tự học trong một số lĩnh vực cổ điển như Triết học Hồi giáo cổ điển(classical Islamic philosophy) cho đến chủ nghĩa nhân bản thời Phục Hưng(Renaissance humanism) và Thời đại khai sáng ở Châu Âu. Trong cuốn sách của mình có nhan đề "Reading Hayy Ibn-Yaqzan: a Cross-Cultural History of Autodidacticism"(Đọc Hayy Ibn-Yaqzan:Lịch sử giao lưu văn hóa của chủ nghĩa Tự học), Avner Ben-Zaken cho thấy sự thành công của tác phẩm từ cuối thời đại Trung cổ Andalusia cho tới đầu thời kì Châu Âu hiện đại và cách tác phẩm mô tả những phương pháp tự học phức tạp bị lên án và buộc phải điều chỉnh để phù hợp với những nền văn hóa khác nhau. Chủ nghĩa tự học(Autodidacticism), rõ ràng, gắn bó chặt với cuộc đấu tranh của những người Hồi giáo theo chủ nghĩa Sufi(Sufism) ở Marakesh vào thế kỉ 20; những tranh cãi về vai trò của Triết học trong nghiên cứu phương pháp dạy học vào thế kỉ 14 tại Barcelona; những tranh luận gay gắt liên quan đến ngành Chiêm tinh(astrology) trong thời đại Phục Hưng ở Florence khi mà Pico della Mirandola đề cao chủ nghĩa tự học để chống lại những thành kiến đầy quyền lực của thuyết Tiền định(predestination); và những cuộc tranh cãi liên quan đến chủ nghĩa thực nghiệm(experimentalism)vào thế kỉ 17 ở Oxford. Sự ủng hộ chủ nghĩa tự học(autodidacticism) được lặp đi lặp lại không chỉ trong những cuộc tranh luận triết học mà còn xuất hiện bất ngờ trong sự đấu tranh giữa quyền cá nhân và thành kiến.
Trong câu chuyện của người Mĩ gốc Phi về sự tự học, Heather Andrea Williams đề cập đến những tư liệu lịch sử để xem xét mối quan hệ của việc học của người Mĩ gốc Phi trong suốt thời kì nô lệ, thời Nội chiến và những thập kỉ đầu của giai đoạn tự do.Nhiều tài liệu cá nhân nói rằng có nhiều cá nhân đã buộc phải tự học vì sự phân biệt chủng tộc trong giáo dục.
Nhân vật chính thuộc tầng lớp lao động trong tác phẩm Martin Eden của Jack London(1909) dấn thân vào con đường tự học để chiếm lấy trái tim của Ruth, một thiếu nữ thuộc tầng lớp cao cấp trong xã hội. Kết thúc truyện, Eden đã có trí tuệ vượt trội so với tầng lớp tư sản ở đó, đưa Eden đến tình trang vô cảm và, cuối cùng, tự sát
Tác phẩm Nausea của Jean-Paul Sartre xuất bản năm 1938, miêu tả một nhân vật thứ hai tiêu biểu cho sự tự học.
Nhân vật hoạt hình Batman cũng được mô tả như một người uyên bác luôn luôn tự học. Batman đã tự học hỏi những kĩ năng trong nhiều lĩnh vực khác nhau bởi những người huấn luyện khác nhau hay tự mình học tập lấy và sự hiểu biết của Batman gần như vượt trội so với các nhân vật khác trong thế giới DC.
Trong tác phẩm The Ignorant Schoolmaster(1987), Jacques Rancière miêu tả sự tự học để giải phóng của Joseph Jacotot, một nhà triết học giáo dục tiên phong, người đã khám ra rằng mình có thể tự học những điều mình chưa biết. Cuốn sách là một sự can thiệp mang tính lịch sử và kịp thời cho triết học và các chính sách về giáo dục, thông qua các khái niệm của chủ nghĩa tự học(autodidacticism). Rancière đã kể theo trình tự thời gian "những cuộc phiêu lưu" của Jacotot nhưng nhấn mạnh lý luận của Jacotot về "sự giải phóng"("emancipation") và "sự lố bịch" ("stultification") trong thì hiện tại. 
Năm 1997, bộ phim "kịch" Good Will Hunting kể về câu chuyện của Will Hunting, một người tự học, được Matt Damon thủ vai. Hunting thể hiện kiến thức sâu và rộng của mình trong suốt bộ phim, đặc biệt đối với bác sĩ của mình và trong một cuộc thảo luận sôi nổi tại một quán bar của Harvard.
Một trong những nhân vật chính trong tác phẩm "The Elegance of the Hedgehog" (2006) của Muriel Barbery là một người tự học. Câu chuyện được kể từ góc nhìn của Renee, một nhân viên khách sạn trung niên tự học làm trong một căn hộ cao cấp tại Pari, Paloma, một cô con gái của một trong những khách thuê nhà cảm thấy không vui với cuộc sống của mình. Hai nhân vật này cảm thấy họ có nhiều điểm chung và họ cùng kết bạn với một người thuê nhà mới, Ông Ozu, và cuộc sống của học thay đổi mãi mãi.  
Trong sử thi Ấn Độ, the Mahabharata, cậu bé Ekalavya được mô tả như một người dân tộc bị từ chối sự giáo dục về khoa học vũ khí từ các người Thầy Hoàng gia trong ngôi nhà của Kuru. Ekalavya vào trong rừng sâu, nơi mà cậu tự học cách sử dụng cung tên trước một bức hình vẽ một vị Thầy Kuru có tên là Drona, do chính cậu tạo ra. Sau đó, Khi một gia đình quý tộc phát hiện ra Ekalavya đã luyện tập với bức ảnh của Drona, Drona đã yêu cầu Ekalavya cắt ngón tay cái của mình đưa cho ông như là học phí. Ekalavya làm theo lời Drona, vì vậy kết thúc cuộc đời binh nghiệp của mình.
Trong Suits(Phim truyền hình dài tập), nhân vật chính(Mike Ross) sở hữu lượng kiến thức cao về Luật mặc dù không nhận bất kì sự giáo dục chính thống nào từ các trường Luật. Kiến thức đó có được từ sự say mê đọc(Như một người theo chủ nghĩa tự học) bên cạnh trí nhớ siêu phàm của mình. 
Dr. Spencer Reid, được Matthew Gray Gubler thủ vai, Trong "Criminal Minds" là một người tự học với trí nhớ siêu phàm.

## Trong Kiến trúc

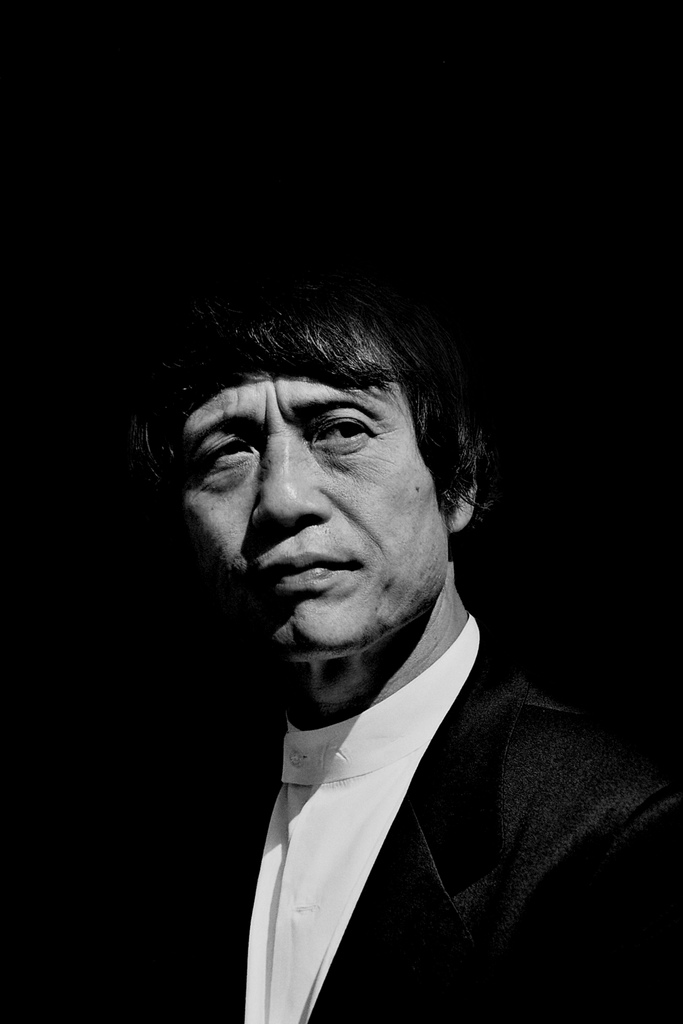
Tadao Ando là một kiến trúc sư tự học nổi tiếng của thế kỉ 20

Nhiều kiến trúc sư thành công và có tầm ảnh hưởng, như là Mies Van Der Rohe, Frank Lloyd Wright, Violet-Le-Duc, and Tadao Ando were self-taught, là những người tự học.
Có rất ít quốc gia cho phép người tự học làm việc chính thức trong lĩnh vực kiến trúc ngày nay. Để được làm việc trong ngành Kiến trúc, hay được gọi là "kiến trúc sư" bây giờ yêu cầu sự học tập chính thống(Professional requirements for architects).
Những kiến trúc sư tự học đa phần đều đã học tập va làm việc trong những ngành khác như là cơ khí(engineering) hay là thủ công(arts and crafts). Jean Prouvé là kĩ sư kết cấu đầu tiên. Le Corbusier có bằng chuyên môn trong lĩnh vực trang trí. Tadao Ando bắt đầu sự nghiệp như một người vẽ các bản vẽ và Eileen Gray học về nghệ thuật.
Khi mà những chính sách của nhà nước bắt đầu thực thi những tiêu chuẩn trong nghề kiến trúc, có rất nhiều vấn đề lien quan đến quyền lợi của những kiến trúc sư tự học đã thành danh. Trong hầu hết các quốc gia, những điều Luật được thông qua bao gồm Luật có tính chất mềm dẻo(a grandfather clause), cho phép các kiến trúc sư tự học đã thành danh được tiếp tục nghề nghiệp của mình. Theo Luật của Anh, Những kiến trúc sư tự học có 2 năm kinh nghiệm được đăng ký trở thành kiến trúc sư chính thức.Tại Pháp, Những kiến trúc sư tự học có kinh nghiệm 5 năm có quyền đăng ký để trở thành kiến trúc sư chính thức. Ở Bỉ, Luật cho phép kiến trúc sư tự học có kinh nghiệm nhận giấy phép hành nghề. Ở Ý, Những kiến trúc sư có 10 năm kinh nghiệm được trở thành kiến trúc sư chính thức.Tại Phần Lan, Luật "wet op de architectentitel van 7 juli 1987" cùng với những quy định bổ sung, cho phép kiến trúc sư với 10 năm kinh nghiệm và những kiến trúc sư trên 40 tuổi có trên 5 năm kinh nghiệm dăng ký để trở thành kiến trúc sư chính thức..
Tuy nhiên, những nhà nước có chủ quyền còn lại(sovereign states), chọn cách loại bỏ những Luật mềm dẻo này(a grandfather clause), và nhiều kiến trúc sư đã thành danh và có chuyên môn cao bị từ bỏ quyền hành nghề của họ. Tại nước Cộng hòa Ireland, một tổ chức có tên "Architects' Alliance of Ireland" đang bảo vệ quyền lợi của những kiến trúc sư tự học đã thành danh bị chính phủ ngăn cấm hành nghề theo Luật Ireland(the Irish Building Control Act 2007).
Những nghiên cứu về mặt lý luận như là "Architecture of Change, sustainability and humanity in the built environment"" hay là những nghiên cứu cũ hơn như "Vers une Architecture" của Le Corbusier mô tả thực tiễn ngành kiến trúc là một môi trường đang thay đổi với nhưng trang thiết bị công nghệ mới, khoa học mới và chính sách mới. Tất cả những kiến trúc sư buộc phải là những người tự học cập nhật với những tiêu chuản mới, chính sách mới, phương pháp mới.
Những kiến trúc sư tự học như Eileen Gray, Luis Barragán và nhiều người khác đã tạo ra một tổ chức vừa làm vừa học(working is also learning), nơi có sự tự học đi liền với sự sáng tạo và hiệu quả ngay trong nơi làm việc. 
Khi mà William Francis Gibbs bị ngành kiến trúc tàu biển lôi cuốn một cách đặc biệt, anh ấy đã tự học về thiết kế tàu chiến và tàu chuyên chở một cách chuyên sâu. Trong suốt cuộc đời mình anh đã thấy những công trình nghiên cứu và sự cải tiến của những con tàu đã được xây dựng cho đến khi mở ra công ty tàu biển Gibbs và Cox.  

## Vai trò trong tương lai
Vai trò của việc tự học(self-directed learning) tiếp tục được xem xét trong các phương pháp học tập, cùng với những mục đích quan trọng khác của giáo dục, như là tri thức chuyên sâu(content knowledge), thực hành tri thức(epistemic practices) và làm việc nhóm(collaboration). Khi mà các trường Cao đẳng và trường Đại học đưa ra chương trình học từ xa(distance learning degree programs) và trường cấp 2 cung cấp chương trình học qua mạng(cyber school) cho học sinh K-12, các thiết bị công nghệ cung cấp nhiều nguồn tài nguyên cho phép những sinh viên trải nghiệm việc tự học(self-directed learning). Nhiều nghiên cứu cho thấy những chương trình này hoạt động hiệu quả nhất khi mà "giáo viên" hay người hỗ trợ học tập nắm hoàn toàn quyền làm chủ của môi trường ảo này để khuyến khích việc học tập cùng nhau trên môi trường trực tuyến. Điều này cho phép việc tự học bao gồm những kế hoạch được chọn cho việc yêu cầu tin, những phương pháp tự điều chỉnh và những thảo luận phản hồi giữa các chuyên gia hay người mới trong những "khu vực" nhất định. Hơn nữa, Những khóa học trực tuyến mở(MOOCs) làm việc tự học(autodidacticism) dễ dàng hơn và vì vậy phổ biến hơn.
Một cuộc thăm dò ý kiến nhiều người gần đây  cho thấy vì sự gia tăng sự tự học, một số lượng gây sốc với 48% những nhà phát triển phần mềm là người tự học.